# Aagje Dom
Aagje Dom (1979) is een Vlaams actrice. Ze is bekend van haar rol als Jasmijn in W817.

## Loopbaan
Dom volgde een theateropleiding aan het Conservatorium (Rits) van Brussel. Later studeerde ze logopedie aan de Lessius Hogeschool. Ze speelde vijf jaar lang in de reeks W817 (Ketnet) waar ze de rol van Jasmijn De Ridder vertolkte, dochter van huisbaas Alfons (Frans Van der Aa). Samen met enkele andere leden van de cast zong ze ook in de W817-Band. Ze had ook gastrolletjes in onder meer Aspe, Rwina en F.C. De Kampioenen. Met Mama Moussaka bracht ze voor het eerst een zelfgeschreven productie op de planken. In De Zee van Andersen was ze zowel regisseur als actrice. Ze spreekt ook regelmatig tekenfilms in. 2005-2007 was ze ook actief met het Kids Power Team samen met Jenna Vanlommel (actrice uit de Ketnet-reeks Spring) en Grietje Vanderheijden (bekend van En daarmee basta! en Lili en Marleen). Verder speelt ze veel voor theater.

## Televisie
Hoofdrollen
- W817: Jasmijn De Ridder (1999 - 2003)

Gastrollen
- F.C. De Kampioenen: Carmen goes Classic (2000) - Marijke
- Rwina (2008)
- Aspe: De Barbiemoorden (deel 1) (2008) - Nadine Mellaerts

Ingesproken stem
- de stem van Miss BG in de Ketnet reeks Miss BG
- de stem van Colin in de Vlaamse versie van The Simpsons Movie
- de stem van Bibi in het tekenprogramma Bibi en Tina

## Film
- W817: 8eraf! (2021) - als Jasmijn De Ridder

## Nasynchronisatie
- 2015-2016 : Glitter Force Vlaamse versie : Emily

## Radio
- De Keizer, Het Keukenmeisje en De Nachtegaal, een hoorspel naar het sprookje De Nachtegaal van Hans Christian Andersen op Radio 2 (2000)

## Theater
- De Zee van Andersen (2005)
- Mama Mousaka
- Mijne maat staat op straat- Antwaarps Theater-  (2011)

## Muziek
W817&Band (?-2003)
Wazzda (2003-2005)